# Шумејкерсвил (Пенсилванија)
Шумејкерсвил (енгл. Shoemakersville) град је у америчкој савезној држави Пенсилванија.

## Демографија
По попису из 2010. године број становника је 1.378, што је 746 (-35,1%) становника мање него 2000. године.
| Група             | 2000.         | 2010.         |
| Белци             | 1.890 (89,0%) | 1.335 (96,9%) |
| Афроамериканци    | 63 (3,0%)     | 2 (0,1%)      |
| Азијати           | 11 (0,5%)     | 2 (0,1%)      |
| Хиспаноамериканци | 143 (6,7%)    | 37 (2,7%)     |
| Укупно            | 2.124         | 1.378         |